# Potocznik wąskolistny
Potocznik wąskolistny (Berula erecta (Huds.) Coville) – gatunek rośliny wieloletniej z rodziny selerowatych.

## Rozmieszczenie geograficzne
Jest szeroko rozprzestrzeniony w strefie umiarkowanej półkuli północnej – występuje niemal w całej Europie (brak go na Islandii i Krecie), w zachodniej Azji (na wschodzie po Himalaje, zachodnie Chiny i Syberię), w północno-zachodniej i wschodniej Afryce (Maroko i od Egiptu po Tanzanię) oraz w Ameryce Północnej (od południowej Kanady po Gwatemalę. W Polsce jest pospolity na całym niżu, rzadki jest na obszarach górskich i podgórskich, rosnąc tylko w niższych położeniach oraz na północnym wschodzie.

## Morfologia

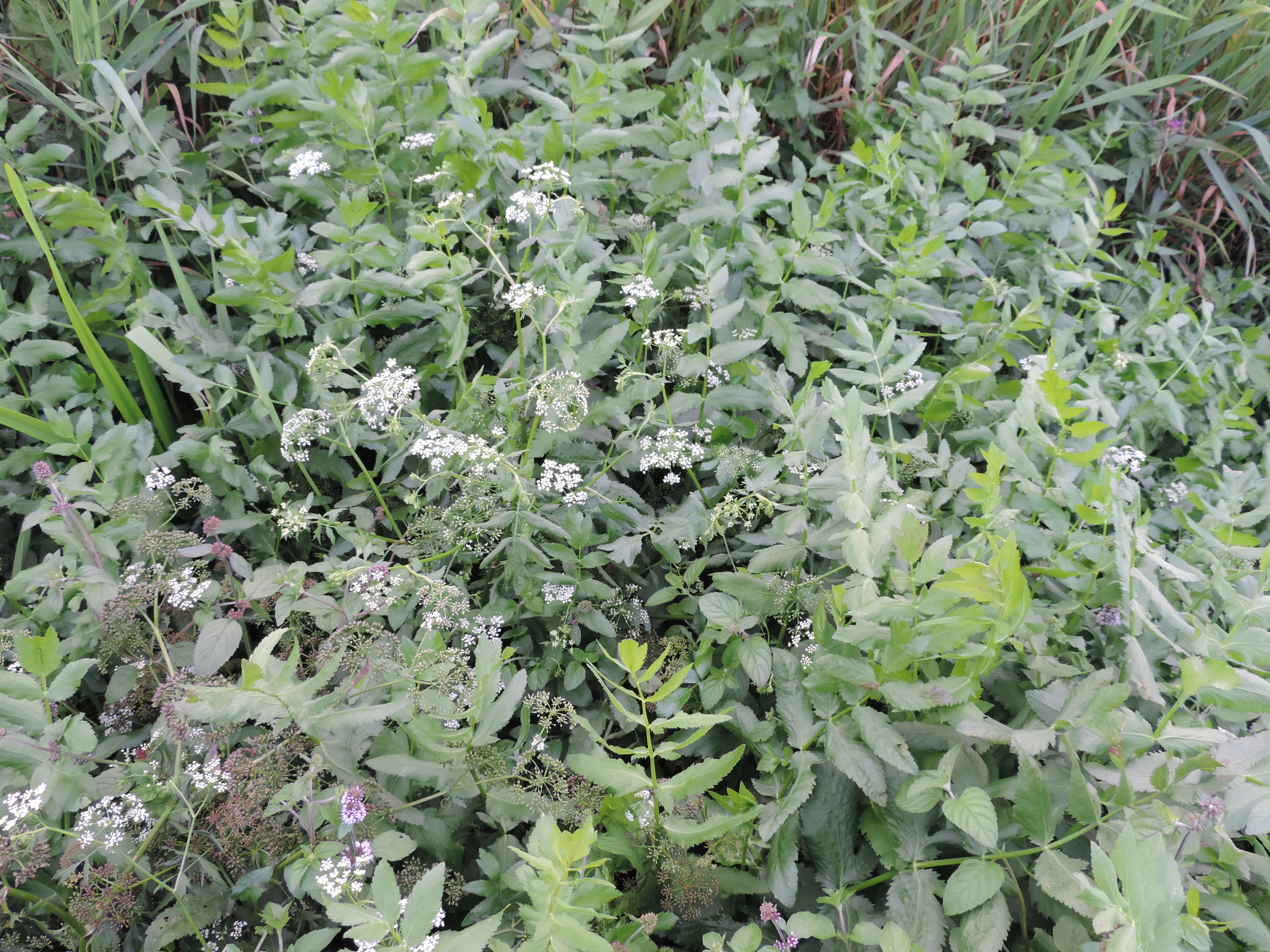
Pokrój

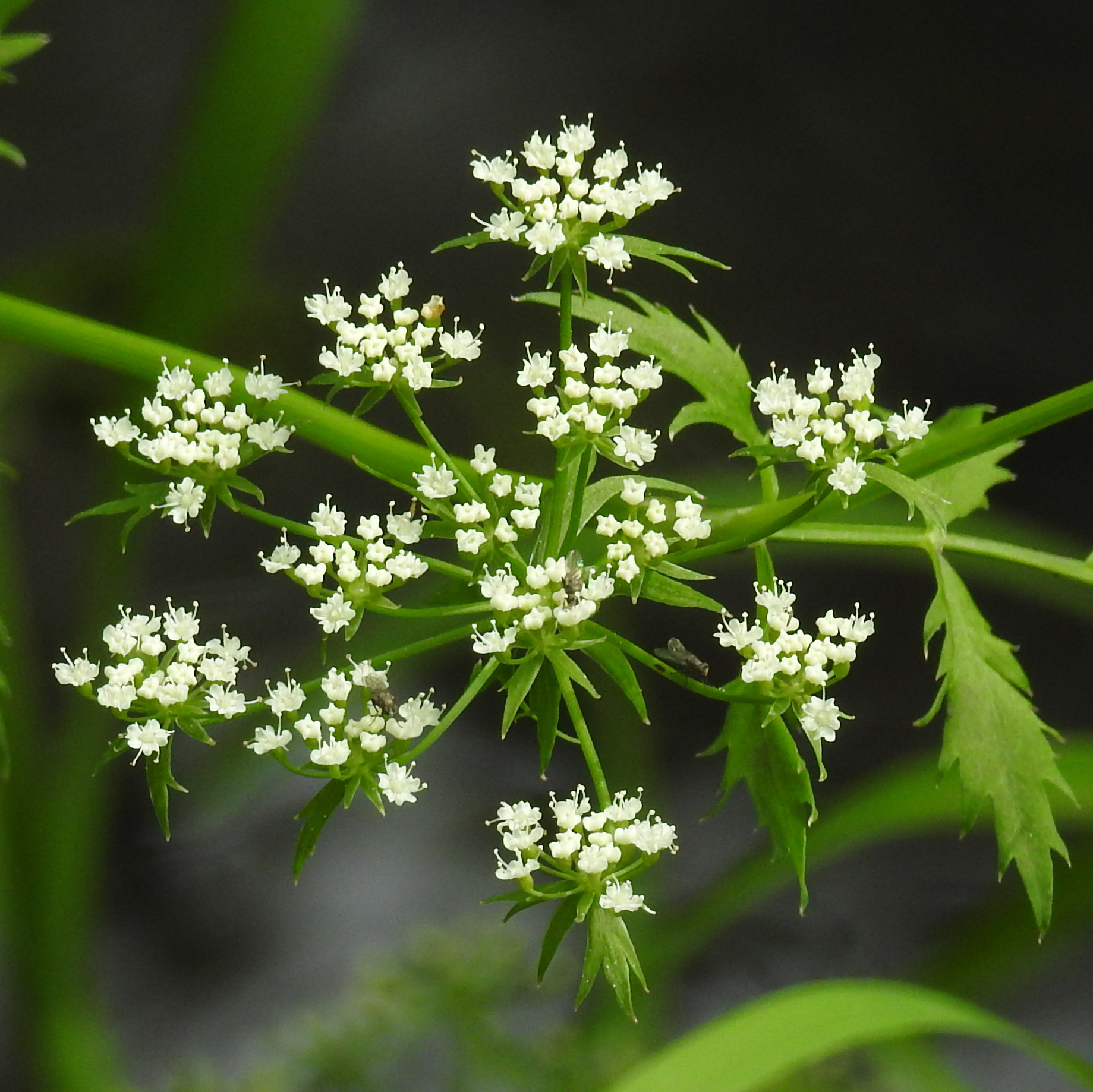
Kwiatostan

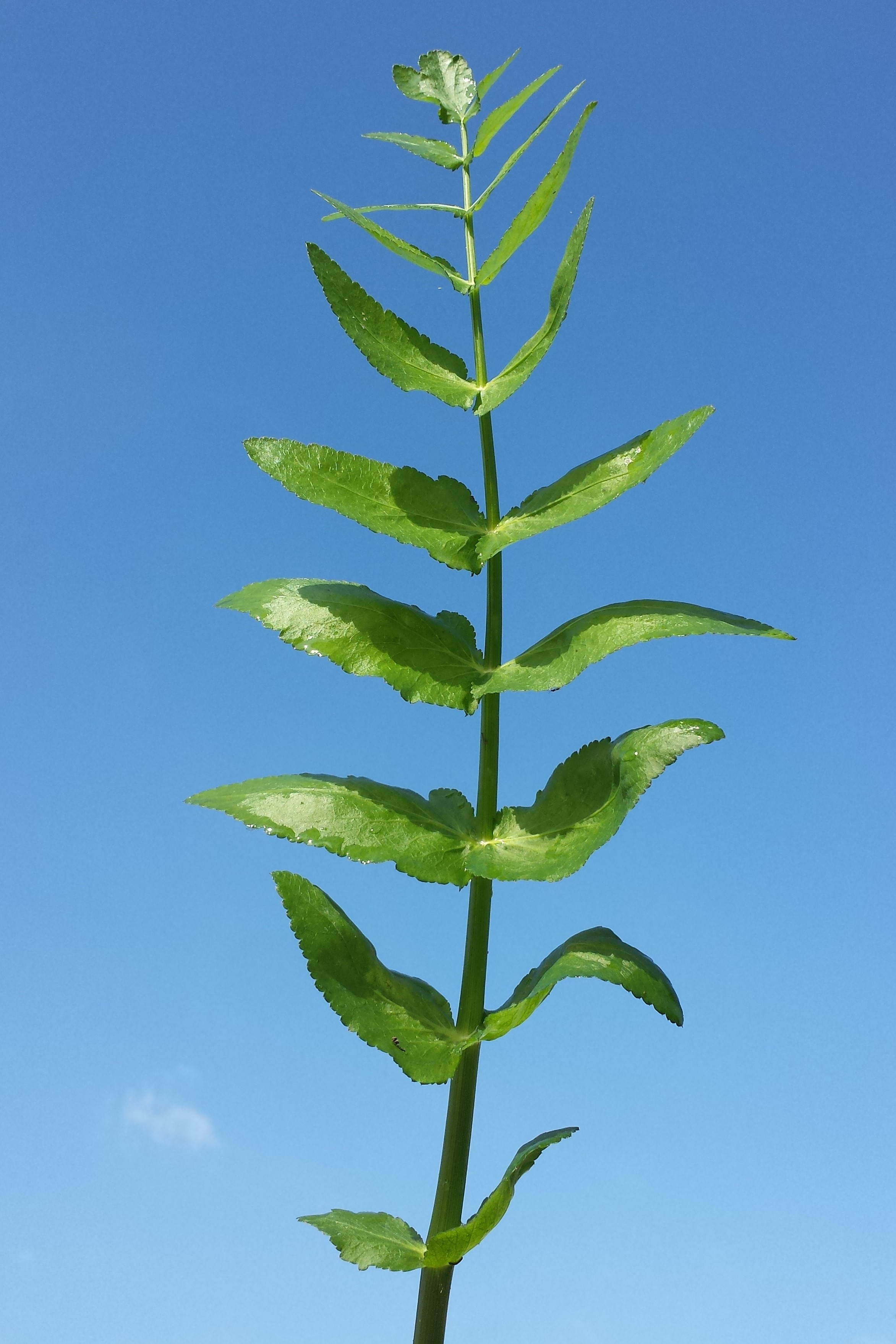
Liść

PokrójRoślina zielna, naga, zwykle rozgałęziona i z kwiatostanami rozmieszczonymi wzdłuż łodygi.
ŁodygaDęta, obła, delikatnie bruzdowana (kreskowana) o długości od 30 do 100 cm, w dole w postaci kłącza wytwarzającego podziemne rozłogi, w górze rozgałęziona.
LiścieDolne liście są ogonkowe i osiągają długość do 30 cm. Ich blaszki są pojedynczo pierzaste z 4–9 parami listków, z listkami siedzącymi, jajowatymi, na brzegu podwójnie piłkowanymi, z kolczasto zakończonymi ząbkami. Górne liście siedzą na obłonionych pochwach i mają węższe, lancetowate listki, nierówno piłkowane. Listek szczytowy ma zwykle trzy łatki.
KwiatyWyrastają skupione w baldaszkach, które zebrane po 10–20 tworzą baldachy złożone wyrastające na bardzo krótkich szypułach (wyglądają na niemal siedzące) w węzłach naprzeciw liści wzdłuż łodygi. Szypuły są w obrębie baldachu nagie i nierównej długości. Pokrywy i pokrywki są liczne, duże, lancetowate, całobrzegie lub na szczycie nacinane. Ząbki kielicha są wyraźne, szydlaste. Płatki korony są białe, odwrotnie sercowate, o długości do 1 mm.
OwoceJajowate, do 2 mm długie rozłupnie, na przekroju okrągławe do tępo 5-kątnych.
Gatunki podobneMarek szerokolistny Sium latifolium różni się kanciasto bruzdowaną łodygą, szczytowo usytuowanymi baldachami, listkami pojedynczo piłkowanymi i wyraźnie żebrowanymi owocami z prawie płaskim stylopodium.
Pęczyna węzłobaldachowa Helosciadium nodiflorum (i inne pęczyny) różnią się korzeniącą się w węzłach łodygą i bardzo drobnymi, niewyraźnymi ząbkami kielicha. Pęczyna węzłobaldachowa wyróżnia się także co najwyżej tylko dwoma listkami pokrywy, biało obrzeżonymi pokrywkami oraz równomiernie karbowanymi brzegami listków.

## Biologia i ekologia

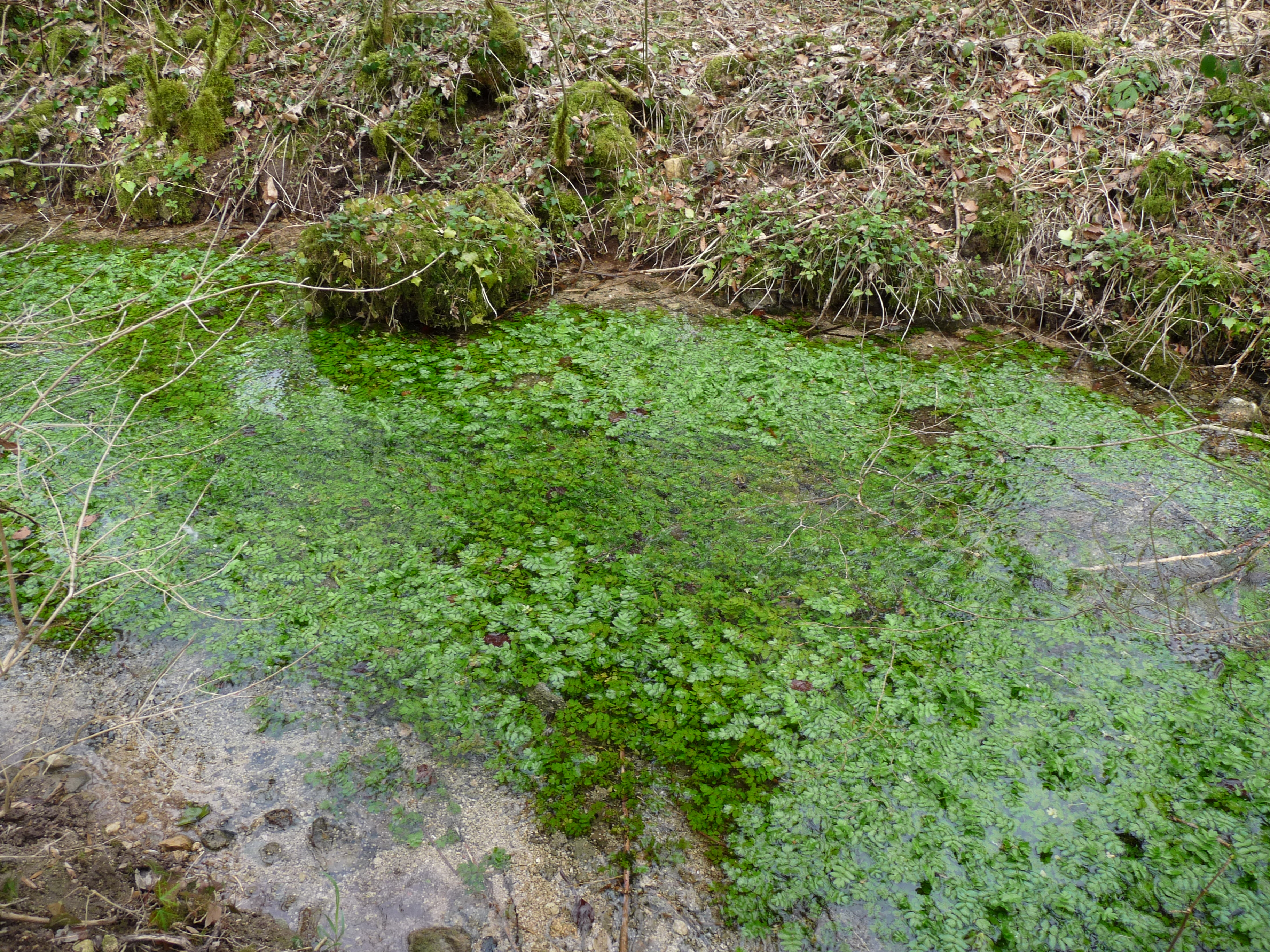
Potocznik w strumieniu wiosną

Bylina, hemikryptofit. Kwitnie najintensywniej w lipcu i sierpniu, ale zaczyna kwitnienie w czerwcu i może trwać ono do września.
Rośnie na brzegach wód, zwłaszcza płynących – w strumieniach i rowach, poza tym na brzegach stawów, jezior i w bagnach. W klasyfikacji zbiorowisk roślinnych gatunek charakterystyczny dla Ass. Ranunculo-Sietum erecto-sumersi oraz związku Sparganio-Glycerion. 
Tworzy mieszańca międzyrodzajowego ×Beruladium z pęczyną węzłobaldachową Helosciadium nodiflorum.
Roślina podejrzewana jest o właściwości trujące, ale w Ameryce Północnej była spożywana przez Indian.